# Володимир Францевич Вінклер
Володимир Францевич Вінклер (чеськ. Frantisek Winkler; 1884, Пршеров, Моравія, Австро-Угорська імперія — 18 липня 1956, Харбін, КНР) — скульптор чеського походження, котрий більшу частину свого життя вимушено прожив у Росії/СРСР та у соціалістичному Китаї.